# Окунев, Леонид Григорьевич
Леони́д Григо́рьевич О́кунев (25 января 1949, Тюмень — 8 сентября 2024, Тюмень) — советский и российский актёр театра и кино. Заслуженный артист Российской Федерации (2004).

## Биография
Родился 25 января 1949 года в Тюмени. После окончания Свердловского театрального училища работал в театре города Златоуста, Тюменском драматическом театре, Архангельском театре драмы.
В 1993 году вместе с Виктором Загоруйко основал молодёжный театр «Ангажемент» и стал его художественным руководителем, а с 2004 года — директором. В 2011 году Окунев заявил о своем уходе из театра. Играл в спектаклях «Вечера на хуторе близ Диканьки», «Очень простая история», «Комната смеха», «Носферату», «Край» и др.
Первая серьёзная роль в кино — короткометражный фильм «Завоеватель» Владимира Хотиненко (1980). В 2003 году Окунев снялся в фильме «Правда о щелпах» и был удостоен приза за лучшую мужскую роль на кинофестивале «Кинотавр» (вместе с партнёрами по фильму Камилем Тукаевым и Алексеем Шляминым).
Несмотря на занятость в кино и телесериалах, Окунев жил в Тюмени, в деревянном доме. Умер 8 сентября 2024 года в Тюмени в возрасте 75 лет.
Почётный гражданин Тюмени с 2022 года.

## Фильмография
- 1980 — Завоеватель
- 1984 — Один и без оружия — эпизод
- 1990 — Нет чужой земли — Ильинский
- 1991 — Житие Александра Невского
- 1992 — Патриотическая комедия — Пиня
- 1993 — Макаров — продавец оружия
- 1993 — Уснувший пассажир — угонщик
- 1995 — Мусульманин  — эпизод
- 1999 — Страстной бульвар — эпизод
- 2000 — Игра на вылет — тренер
- 2003 — Правда о щелпах  — Зема
- 2005 — Дверь (короткометражный)
- 2005 — Человек войны — Фокеич
- 2006 — Золотой телёнок — Паниковский (1—7 серии)
- 2006 — Точка — Додик
- 2006 — Герой нашего времени — Тавро
- 2007 — Экватор — прапорщик Ильич
- 2007 — Ночные сёстры — отец Марины
- 2008 — Апостол — Аросев
- 2009 — Братья Карамазовы — штабс-капитан Николай Снегирёв
- 2009 — Пелагия и белый бульдог — Донат Абрамович Сытников, купец
- 2010 — Достоевский — каторжанин Петров
- 2011 — Непутёвая невестка — Николай Ильич Рожков
- 2011 — Важняк — Кузяев
- 2012 — Astra, я люблю тебя (новелла «Угонщик») — пожилой мужчина, актёр театра
- 2013 — Пасечник (2 сезона) — Макарыч
- 2014 — Инквизитор — Отец Игнатий
- 2021 — Угрюм-река — Иннокентий Филатыч Груздев, купец, крёстный Нины
- 2021 — Западня — Гуськов
- 2022 — Кунгур[5] — Никита, алкоголик